# Sennertia donaldi
Sennertia donaldi es una especie de ácaro del género Sennertia, familia Chaetodactylidae. Fue descrita científicamente por Turk en 1948.
Habita en Trinidad y Tobago, Brasil y Venezuela.